# Casimir IV van Polen
Casimir IV Andreas (Pools: Kazimierz IV Andrzej; Litouws: Kazimieras Jogailaitis, als Grootvorst van Litouwen Casimir I) (Krakau, 30 november 1427 — Grodno (Wit-Rusland), 7 juni 1492) was een zoon van Wladislaus II Jagiello van Polen. Hij volgde in 1447 zijn broer Wladislaus van Varna op als koning van Polen. Sinds 1440 was hij grootvorst van Litouwen. Casimir was gehuwd met Elisabeth van Oostenrijk (1436-1505), dochter van Rooms-koning Albrecht II, en werd de vader van:
- Wladislaus II van Hongarije (1456-1516), koning van Hongarije en Bohemen
- Hedwig (1457-1505), gehuwd met George de Rijke, hertog van Beieren-Landshut
- Casimir (1458-1484)
- Jan I Albrecht (1459-1501), koning van Polen (1492-1501)
- Alexander (1461-1506), koning van Polen (1501-1506)
- Sophia (1464-1512), gehuwd met Frederik I van Brandenburg-Ansbach, zoon van Albrecht Achilles van Brandenburg
- Sigismund (1467-1548), koning van Polen (1506-1548)
- Frederik (1468-1509), aartsbisschop, kardinaal
- Anna (1476-1503), gehuwd met Bogislaw X van Pommeren
- Barbara (1478-1534), gehuwd met George van Saksen (1471-1539), hertog van Saksen
- Elisabeth (1482-1517), gehuwd met Frederik II van Legnica.

## Biografie
Na de moord op Sigismund I werd Casimir op 29 juni 1440 in de kathedraal van Vilnius tot groothertog van Litouwen gekroond. Zijn oudere broer Wladislaus van Varna, koning van Polen en Hongarije werd gedood tijdens de Slag bij Varna 10 november 1444. De verhouding tussen Polen en Litouwen was in die tijd gespannen. Na een interregnum van drie jaar werd Casimir gekroond tot koning van Polen op 25 juni 1447 in de Wawelkathedraal.
In 1454 kwam Pruisen in opstand tegen de overheersing van de Duitse Orde. Vertegenwoordigers van de Pruisische Staat vroegen de aansluiting bij Polen, het begin van de Dertienjarige Oorlog. Het conflict eindigde in een overwinning voor de Pruisische Bond en Polen en werd ondertekend in de Tweede Vrede van Thorn. De Ordensstaat verloor een gebied dat nu Koninklijk Pruisen genoemd werd en in personele unie geregeerd werd door de Poolse Koning.
Casimir stierf op 7 juni 1492 in Grodno.

## Beoordeling
Door de overwinning op Teutoonse Ridders in de Dertienjarige Oorlog werd de Jagiello-dynastie een van de voornaamste koninklijke huizen in Europa. Hij was een sterke tegenstander van adel, tijdens zijn regering werd het parlement en de senaat hervormd. De achterstand met de rest van West-Europa werd tijdens zijn regeerperiode verkleind. De vraag naar grondstoffen en halffabricaten stimuleerde de handel en droeg bij aan de groei van ambachten en mijnbouw in heel het land.
Hij was lid van de Engelse Orde van de Kousenband, de hoogste rangorde van ridderlijkheid.

## Voorouders
| Voorouders van Sigismund I van Polen | Voorouders van Sigismund I van Polen                                    | Voorouders van Sigismund I van Polen                                    | Voorouders van Sigismund I van Polen                                    | Voorouders van Sigismund I van Polen                                    | Voorouders van Sigismund I van Polen                                    | Voorouders van Sigismund I van Polen                                    | Voorouders van Sigismund I van Polen                                    | Voorouders van Sigismund I van Polen                                    |
| ------------------------------------ | ----------------------------------------------------------------------- | ----------------------------------------------------------------------- | ----------------------------------------------------------------------- | ----------------------------------------------------------------------- | ----------------------------------------------------------------------- | ----------------------------------------------------------------------- | ----------------------------------------------------------------------- | ----------------------------------------------------------------------- |
| Overgrootouders                      | Gediminas (1275-1341) ∞ Jaunė (-)                                       | Gediminas (1275-1341) ∞ Jaunė (-)                                       | Aleksandr Mikhailovich of Tver (1301-1331) ∞ Anastasia of Halych (-)    | Aleksandr Mikhailovich of Tver (1301-1331) ∞ Anastasia of Halych (-)    | Ivan Olshansky (-1402) ∞ ? (-)                                          | Ivan Olshansky (-1402) ∞ ? (-)                                          | Dmitry van Druck (-) ∞ ? (-)                                            | Dmitry van Druck (-) ∞ ? (-)                                            |
| Grootouders                          | Algirdas (1296-1377) ∞ Oeljana Alekandrovna van Tver (-)                | Algirdas (1296-1377) ∞ Oeljana Alekandrovna van Tver (-)                | Algirdas (1296-1377) ∞ Oeljana Alekandrovna van Tver (-)                | Algirdas (1296-1377) ∞ Oeljana Alekandrovna van Tver (-)                | Andreas Holzanska (-) ∞ Alexandra Drucka (-)                            | Andreas Holzanska (-) ∞ Alexandra Drucka (-)                            | Andreas Holzanska (-) ∞ Alexandra Drucka (-)                            | Andreas Holzanska (-) ∞ Alexandra Drucka (-)                            |
| Ouders                               | Wladislaus II Jagiello (1351-1434) ∞ 1422 Sophia Holszanski (1405-1461) | Wladislaus II Jagiello (1351-1434) ∞ 1422 Sophia Holszanski (1405-1461) | Wladislaus II Jagiello (1351-1434) ∞ 1422 Sophia Holszanski (1405-1461) | Wladislaus II Jagiello (1351-1434) ∞ 1422 Sophia Holszanski (1405-1461) | Wladislaus II Jagiello (1351-1434) ∞ 1422 Sophia Holszanski (1405-1461) | Wladislaus II Jagiello (1351-1434) ∞ 1422 Sophia Holszanski (1405-1461) | Wladislaus II Jagiello (1351-1434) ∞ 1422 Sophia Holszanski (1405-1461) | Wladislaus II Jagiello (1351-1434) ∞ 1422 Sophia Holszanski (1405-1461) |
| Casimir IV van Polen (1427-1492)     |                                                                         |                                                                         |                                                                         |                                                                         |                                                                         |                                                                         |                                                                         |                                                                         |

Siemowit · Lestko · Siemomysł · Mieszko I · Bolesław I · Mieszko II Lambert · Bezprym · Mieszko II Lambert · Casimir I · Bolesław II · Wladislaus I Herman · Zbigniew · Bolesław III · Wladislaus II · Bolesław IV · Mieszko III · Casimir II · Leszek I · Wladislaus III · Mieszko IV · Koenraad · Hendrik I · Hendrik II · Koenraad · Bolesław V · Leszek II · Hendrik IV · Przemysł II · Wenceslaus II · Wenceslaus III · Wladislaus I · Casimir III · Lodewijk · Hedwig · Wladislaus II Jagiello · Wladislaus III · Casimir IV · Jan I Albrecht · Alexander · Sigismund I · Sigismund II August I · Hendrik · Anna · Stefanus Báthory · Sigismund III · Wladislaus IV · Jan II Casimir · Michaël Korybut Wiśniowiecki · Jan III Sobieski · August II · Stanislaus I Leszczyński · August II · Stanislaus I Leszczyński · August III · Stanislaus II August Poniatowski
- Bibliothèque nationale de France: cb13505235v (data)
- Gemeinsame Normdatei: 118990217
- International Standard Name Identifier: 0000 0001 0814 5982
- Library of Congress Control Number: n82058615
- Nationale Bibliotheek van Tsjechië: jx20101221007
- Nationale Bibliotheek van Polen: a0000001183043
- Système universitaire de documentation: 066912113
- Virtual International Authority File: 50568612
- WorldCat: E39PBJwttrW7rDxhYVKCpDjXBP